# Vincenz Grimm

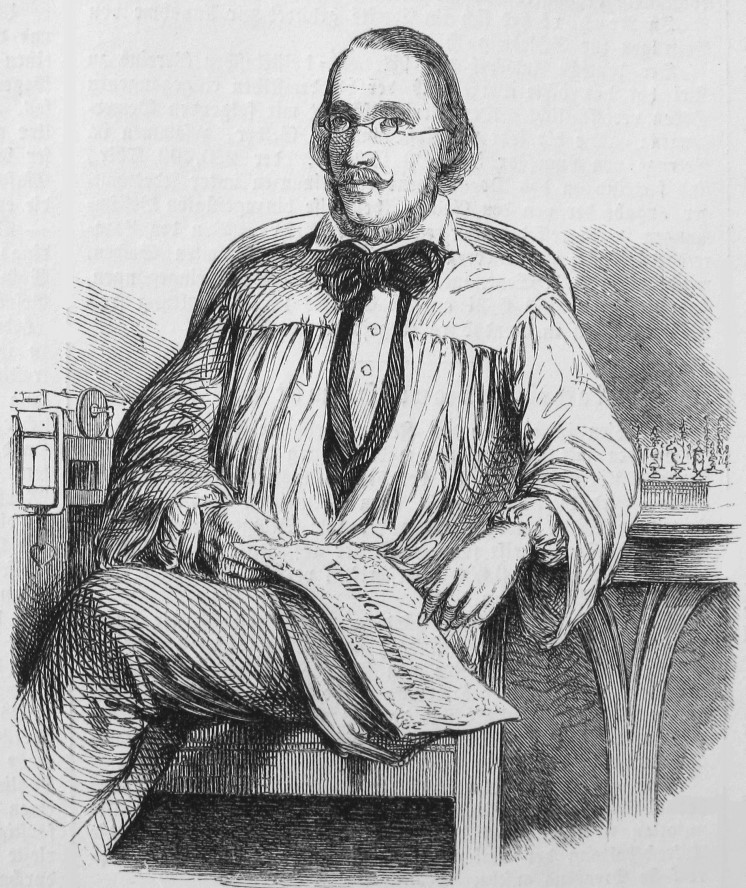
Vincenz Grimm (Abbildung von 1850)

Vincenz Grimm (* 15. März 1801 in Wien; † 15. oder 16. Januar 1872 in Pest; ungarisch Grimm Vince) war ein österreichisch-ungarischer Kunsthändler, Lithograf, Kartograf, Kunstmaler und Schachspieler. Im Verlauf der Revolution von 1848/49 übernahm Grimm eine Leitungsfunktion bei der ungarischen Banknotendruckerei. Als die Unabhängigkeit des Landes gewaltsam niedergeschlagen wurde, musste er fliehen und lebte daraufhin als Emigrant in der Türkei.
Seine Taufe wurde unter den latinisierten Vornamen Vincentius Ignatius Leopoldus (Vincenz Ignaz Leopold) eingetragen. In den Quellen wird der Vorname manchmal auch mit Vinzenz oder Vincze wiedergegeben, die englische Umschrift lautet Vincent.

## Kunsthändler und Lithograf
Vincenz Grimm, der aus Wien stammte, führte ein wechselvolles und bemerkenswertes Leben, dessen Einzelheiten jedoch nur in Umrissen bekannt sind. In der Literatur finden sich über ihn lückenhafte und teilweise widersprüchliche Angaben.
Welche Ausbildung er erfuhr, ist ebenso unklar wie seine genauere Herkunft. Von Wien zog Grimm jedenfalls 1823 nach Pest, wo er zuerst als Erzieher arbeitete. Später war er als Schreiber bei der Donau-Theiß-Kanalgesellschaft beschäftigt. Grimm eröffnete 1831 eine florierende Kunst- und Musikalienhandlung. Am 3. Februar 1839 war Grimm einer der Mitbegründer des Pester Kunstvereins. Vielseitig künstlerisch begabt, pflegte Grimm, der überdies als Pianist Erwähnung fand, neben dem Kunsthandel auch die Malerei. Seine Bilder werden bis in die Gegenwart auf dem internationalen Kunstmarkt gehandelt. Werke von ihm finden sich ferner in der Sammlung der Ungarischen Nationalgalerie.
Im Jahr 1843 gründete er eine Buchdruckerei bzw. eine lithografische Druckanstalt und verkaufte im Gegenzug seine Kunsthandlung (einen ebenfalls bestehenden Musikverlag führte Grimm weiter). Sein Interesse galt jetzt vornehmlich dem farbigen Lithografiedruck, der sich damals allerdings noch in der technischen Entwicklung befand. Letztlich soll Grimm im Zuge dieser riskanten Investition ein beträchtliches Vermögen verloren haben.
In diese Phase fiel auch Grimms bedeutendste schachliche Tätigkeit. Er war neben József Szén und Johann Löwenthal ein Mitglied des oft genannten „Triumvirats“, das für den Pester Schachklub zwischen 1843 und 1845 zwei Korrespondenzpartien gegen ein Team führender Pariser Schachmeister um Pierre Saint-Amant gewann. Der Pester Schachklub hatte Ende der 1840er Jahre seinen Sitz in einem Gebäude mit dem Namen „Wurmhof“ in einer Privatwohnung, die sich im selben Stockwerk befand wie die Wohnung des Rechtsanwalts und späteren Revolutionsführers Ludwig Kossuth.

## Ungarische Revolution

10-Forint-Note mit den Unterschriften Kossuths und Szemeres (Juli 1849)

Kossuth wurde im August 1848 Finanzminister der ersten ungarischen Regierung (bald darauf auch Ministerpräsident). Er stand in persönlicher Verbindung zu Mitgliedern des Schachvereins und zog Grimm in Regierungskreise. Während der nun folgenden Umwälzungen der ungarischen Revolution fungierte Grimm als Leiter der Lithografie der staatlichen Banknotendruckerei. Er entwarf namentlich „die Klischees zu den berühmten Kossuth-Noten“, welche die Staatsdruckerei bald in Massen druckte. Mit dem Einmarsch österreichischer Truppen und der Ausrufung der Unabhängigkeit im April 1849 spitzten sich die Ereignisse gefährlich zu. Für Grimm stand damit die persönliche Existenz auf dem Spiel.
Als Leiter des Banknotendrucks hatte er sich genötigt gesehen, samt seinen Druckpressen mit der ungarischen Regierung nach Debrecen auszuweichen. Im August 1849 mussten sich die Revolutionäre um Kossuth, der zuletzt die übergeordnete Position des „Reichsverwesers“ innehatte, in die militärische Niederlage fügen. Ministerpräsident Bertalan Szemere entschloss sich, den Siegern die auf der Flucht mitgeführten ungarischen Kroninsignien, darunter die Stephanskrone, vorzuenthalten. Sie wurden nahe der (heute in Rumänien gelegenen) Grenzstadt Orșova vergraben. Grimm war nach dem Bericht Szemeres als Zeichner ausersehen, die geografische Lage des Ortes festzuhalten, und damit einer der wenigen Zeugen dieser historischen Episode.
Dies beweist, dass Grimm zur Führungsspitze des Unabhängigkeitsaufstandes in einem Vertrauensverhältnis stand. Die Kroninsignien wurden erst nach hartnäckiger Suche 1853 von den österreichischen Behörden wieder aufgefunden.
Für eine politische Mitwirkung Grimms gibt es einen anderen Beleg. In einer 1849 in Pest anonym publizierten Flugschrift in Versform kommentierte er bitter die Niederschlagung der Revolution in Ungarn und die Rolle, die der österreichische General und Ban von Kroatien, Joseph Jelačić, dabei einnahm. Das „Heldengedicht in vier Gesängen“ erschien im folgenden Jahr in Leipzig in einer erweiterten 72-seitigen Fassung. Der nachträglich angefügte „fünfte Gesang“ endet mit den Zeilen: Das ist das Lied von Jellachich … Es fehlt nur noch die Höllenfahrt, die bleibt dem Helden aufgespart bis einst das Lied zu Ende.

## Exil in der Türkei und Rückkehr

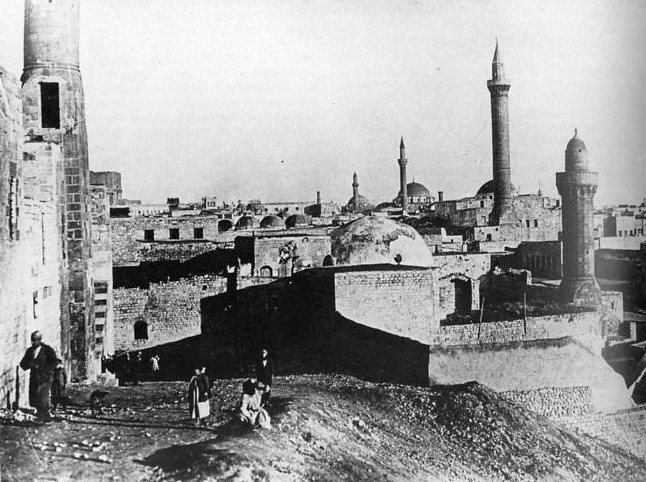
Historische Ansicht Aleppos

Nach dem Scheitern der Revolution entkam Grimm mit einer Anzahl von Flüchtlingen, unter ihnen Kossuth, über die Grenze in das Osmanische Reich. Die Regierung in Konstantinopel bot Asyl an und weigerte sich, die Emigranten an Österreich auszuliefern. Viele von ihnen, darunter Kossuth und Szemere, zogen bald in andere Aufnahmeländer weiter. Grimm hingegen beschloss, sich nach seiner Rettung eine neue Existenz im türkischen Exil aufzubauen. Hierbei kam ihm seine oft erwähnte Sprachbegabung zugute.
In der Türkei schlug sich Grimm anfangs mit Schachspielen durch. Später soll er zum Islam konvertiert sein und den Namen Mustapha Bey angenommen haben. Bald wurden osmanische Stellen auf seine Fähigkeiten als Zeichner aufmerksam. Fast zwei Jahrzehnte arbeitete er als höherer Offizier zunächst beim Kartografischen Amt des osmanischen Generalstabs in Aleppo im heutigen Syrien. Offenbar erlaubte es ihm seine Tätigkeit nach Ablauf einiger Jahre, seinen Wohnsitz in die Hauptstadt Konstantinopel zu verlegen. Hier war er beim Karten- und Mappenarchiv der türkischen Armee beschäftigt. Möglicherweise wurde er zudem auf Grund seiner Spezialkenntnisse bei der Herstellung osmanischer Banknoten hinzugezogen. Er lebte in einem Hotelzimmer im europäischen Viertel Pera, wo er sich zusätzlich als Privatlehrer betätigte.
Grimm kehrte erst 1868 nach dem Österreichisch-Ungarischen Ausgleich nach Pest zurück. Ob er wirklich erst zu diesem Zeitpunkt Ungarn wiedersehen durfte oder ob Freunde den „Proskribierten“ erst überreden mussten, eine offizielle Erlaubnis der Regierung einzuholen – auch darüber gehen die Angaben auseinander. Nach seiner Ankunft wurde er binnen kurzem zum Ehrenvorsitzenden des Pester Schachklubs ernannt und nahm am Abendessen teil, das den Triumph Ignaz Kolischs beim internationalen Pariser Turnier von 1867 feierlich beging.
Nach seiner Rückkehr in die Heimat wohnte Grimm in der Königstraße bei seiner Schwester Paula, einer berühmten Schauspielerin. Grimm starb am 15. oder 16. Januar 1872 an Herzversagen und liegt auf dem Kerepesi-Friedhof begraben (von dem berichteten Glaubensübertritt zum Islam finden sich in diesem Zusammenhang keine Angaben). Die von dieser Version abweichenden Berichte, Grimm sei stattdessen von Pest in die Türkei zurückgekehrt und dort verstorben, treffen nicht zu.

## Bedeutung für das Schach
|   | a | b | c | d | e | f | g | h |   |
| 8 |   |   |   |   |   |   |   |   | 8 |
| 7 |   |   |   |   |   |   |   |   | 7 |
| 6 |   |   |   |   |   |   |   |   | 6 |
| 5 |   |   |   |   |   |   |   |   | 5 |
| 4 |   |   |   |   |   |   |   |   | 4 |
| 3 |   |   |   |   |   |   |   |   | 3 |
| 2 |   |   |   |   |   |   |   |   | 2 |
| 1 |   |   |   |   |   |   |   |   | 1 |
|   | a | b | c | d | e | f | g | h |   |

Lösung:
Die Erinnerung an Grimm wird vorrangig in der Schachgeschichte bewahrt. Der Grund hierfür ist vor allem seine Mitwirkung an dem Wettkampf gegen Paris, der dem Pester „Triumvirat“ und dem ungarischen Schach einen großen Prestigeerfolg eintrug. Die Revolution von 1848/49 führte dann ein Ende dieser kurzen Blütezeit herbei. Neben Grimm emigrierte auch Löwenthal, der nach einem Umweg über Amerika schließlich in London eine neue Wirkungsstätte fand und dort vom Schach leben konnte.
Was Grimms schachliche Leistungen betrifft, sind wiederum nur wenige Nachrichten gesichert. Seine Spielstärke war beachtlich, als Meister reichte er jedoch nach Löwenthals Angaben nicht ganz an seine Mitstreiter heran: „Das Stärkeverhältnis Grimms zu Szén war etwa wie 3:7, zu Löwenthal wie 4:6.“ Nach Bachmann und Hajtun sind – abgesehen von der Beteiligung an den Fernpartien – nur drei Partien von ihm überliefert, darunter zwei gegen Tassilo von Heydebrand und der Lasa, der mit Grimm 1846 in Wien eine Serie von Partien spielte.
Die äußeren Umstände hinderten Grimm insbesondere daran, im Jahr 1851 zusammen mit Szén und Löwenthal am ersten internationalen Schachturnier, das am Rande der Londoner Weltausstellung stattfand, teilzunehmen. Der Absagebrief Grimms, datiert auf den 27. Februar 1851, wurde in dem von Howard Staunton herausgegebenen Turnierbuch abgedruckt. Darin schreibt er, dass seine Rolle während der ungarischen Revolution ihn fast den Kopf gekostet hätte.
Dem Brief war ein Artikel zum Schachspiel in Aleppo beigefügt, der in der Schachzeitschrift Chess Player’s Chronicle erschien. Angeregt hatte ihn der Umstand, dass Aleppo im 18. Jahrhundert die Heimatstadt des syrischen Schachmeisters Philipp Stamma gewesen war. Grimm fand jedoch heraus, dass die Erinnerung an Stamma verblasst war, und auch seine Suche nach arabischen Schachmanuskripten blieb erfolglos. Im Jahr 1865 veröffentlichte Grimm einen anderen Aufsatz zu dem Thema in der „Schachzeitung“. Ausgehend von Partien, die er in Damaskus und Aleppo gespielt hatte, schilderte Grimm die arabischen Regeln, die von den in Europa üblichen in mehreren Punkten abwichen. Bauern konnten aus der Ausgangsstellung nur ein Feld weit ziehen, die Umwandlung konnte nur in bereits geschlagene Figuren geschehen, und die Rochade war entweder unbekannt oder wurde nach lokal unterschiedlichen Regeln durchgeführt. Er hob das schnelle Spieltempo hervor und beschrieb, dass die Spieler in der Eröffnung auch mehrmals hintereinander ziehen durften, bis beide Seiten ihren Aufmarsch abgeschlossen hatten. Die Partien fanden außerdem meist unter lebhafter Anteilnahme von Zuschauern statt.
In seinem türkischen Exil standen ihm keine gleichwertigen Gegner zur Verfügung. Daher war Grimm darauf beschränkt, als Schachlehrer zu wirken. Daneben widmete er sich der Schachkomposition und konnte mit Aufgaben, die in Schachjournalen veröffentlicht wurden, Verbindung zu den europäischen Schachfreunden halten.
Nach Vincenz Grimm ist schließlich eine Variante des Königsläufergambits benannt, die nach den Zügen 1. e2–e4 e7–e5 2. f2–f4 e5xf4 3. Lf1–c4 Dd8–h4+ 4. Ke1–f1 g7–g5 5. Sb1–c3 Lf8–g7 6. d2–d4 d7–d6 7. e4–e5 entsteht.